# Torneo de Osaka 2024
El Japan Women's Open 2024, denominado por razones de patrocinio Kinoshita Group Japan Open Tennis Championships fue un torneo de tenis femenino que se jugó en pistas duras y fue parte de los torneos WTA 250 de la WTA Tour 2024. Se llevó a cabo en la ciudad de Osaka (Japón) del 14 al 20 de octubre de 2024.

## Distribución de puntos
| Modalidad           | Campeona | Finalista | Semifinales | Cuartos de final | 2.ª ronda | 1.ª ronda | Clasificadas | 2.ª ronda de clasificación | 1.ª ronda de clasificación |
| Individual femenino | 250      | 163       | 93          | 54               | 30        | 1         | 18           | 12                         | 1                          |
| Dobles femenino     | 250      | 163       | 93          | 54               | 1         | -         | -            | -                          | -                          |

## Cabezas de serie

### Individuales femenino
| Tenista                | Ranking | Preclasificada |
| Magdalena Fręch        | 27      | 1              |
| Leylah Fernandez       | 28      | 2              |
| Elise Mertens          | 30      | 3              |
| Marie Bouzková         | 42      | 4              |
| Elina Avanesyan        | 47      | 5              |
| Viktoriya Tomova       | 48      | 6              |
| Diane Parry            | 50      | 7              |
| Elisabetta Cocciaretto | 54      | 8              |

- Ranking del 7 de octubre de 2024.[2]

### Dobles femenino
| Tenista                           | Ranking | Preclasificada |
| Gabriela Dabrowski Erin Routliffe | 5       | 1              |
| Sofia Kenin Bethanie Mattek-Sands | 47      | 2              |
| Ena Shibahara Laura Siegemund     | 49      | 3              |
| Cristina Bucșa Monica Niculescu   | 61      | 4              |

## Campeonas

### Individual femenino
Suzan Lamens venció a  Kimberly Birrell por 6-0, 6-4 

### Dobles femenino
Ena Shibahara /  Laura Siegemund vencioeron a  Cristina Bucșa /  Monica Niculescu por 3-6, 6-2, [10-2]